# Grande-Synthe
Grande-Synthe è un comune francese di 21 166 abitanti situato nel dipartimento del Nord nella regione dell'Alta Francia.

## Società

### Evoluzione demografica
Abitanti censiti